# فرایند (مهندسی)
در مهندسی، یک فرایند (به انگلیسی: Process) مجموعه‌ای از وظایف مرتبط با یکدیگر است که با هم، ورودی‌ها را به یک خروجی معین تبدیل می‌کنند. این وظایف ممکن است توسط افراد، طبیعت یا ماشین‌ها با استفاده از منابع مختلف انجام شود. یک فرایند مهندسی باید در چارچوب عواملی که وظایف را انجام می‌دهند و ویژگی‌های منابع درگیر در نظر گرفته شود. اسناد هنجاری مهندسی سیستم‌ها و اسناد مربوط به مدل‌های بلوغ معمولاً مبتنی بر فرآیندهایی هستند، به عنوان مثال، فرآیندهای مهندسی سیستم‌های EIA-632 و فرآیندهای دخیل در رویکرد نهادینه‌سازی و بهبود یکپارچه‌سازی مدل بلوغ قابلیت (CMMI). محدودیت‌های اعمال‌شده بر وظایف و منابع مورد نیاز، برای اجرای وظایف یادشده ضروری است.